# Tiptronic

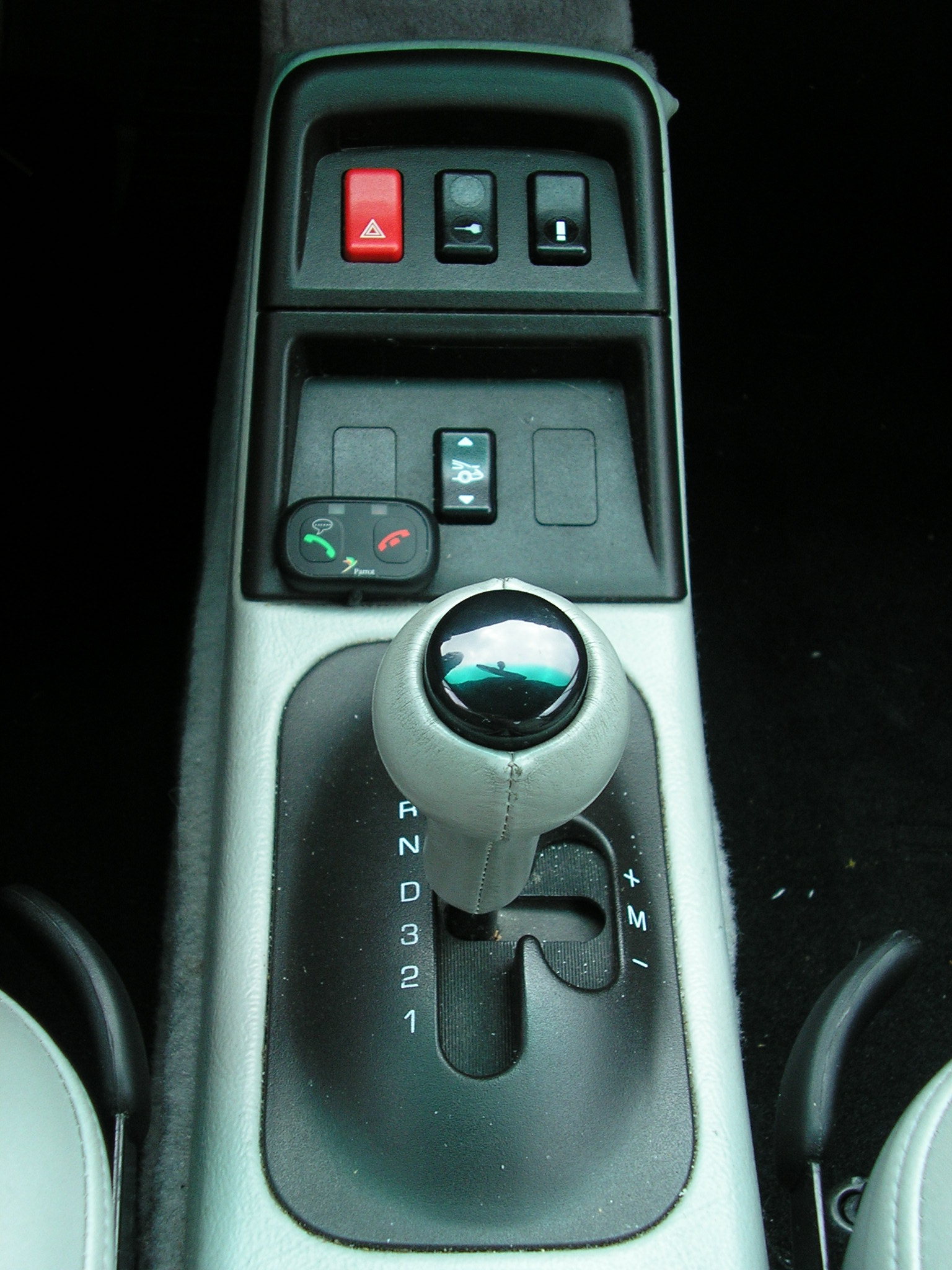
Bedieningshendel van de vierversnellingstiptronic in een Porsche 911 (993)

Tiptronic is de handelsbenaming van een door de firma Porsche ontwikkelde automatische versnellingsbak. De naam tiptronic werd voor het eerst gebruikt voor de automatische transmissie van de Porsche 964 uit 1989. 
Een Tiptronic versnellingspook heeft in de linkersleuf de voor een automaat gebruikelijke standen (P-R-N-D-3-2-1), maar vanuit de stand "D" bestaat er een verbinding naar een parallelle sleuf rechts. In deze sleuf schakelt men handmatig. Een beweging naar voren (aangeduid met een "+") schakelt op; een beweging naar achteren ("-") schakelt naar de lagere versnellingen. In de Tiptronic S, die voor het eerst in de Porsche 993 beschikbaar was, werd deze bediening uitgevoerd met drukknoppen op het stuurwiel. De overbrenging van de bediening gebeurt elektrisch. 
Alhoewel Tiptronic een door Porsche geregistreerd handelsmerk is, gebruiken de merken Volkswagen en Audi deze aanduiding al sinds de jaren 90 voor hun automatische versnellingen.
De tiptronic was in eerste instantie voor de autosport ontwikkeld teneinde een zeer snelle schakeling mogelijk te maken zonder al te veel tijdverlies door ontkoppelen. De tiptronic is inmiddels een achterhaalde techniek bij Porsche, de meeste automerken maken gebruik van een dubbelekoppelingversnellingsbak, bij Porsche "PDK" genoemd.